# Lipovica (Lebane)
Pour les articles homonymes, voir Lipovica.
Lipovica (en serbe cyrillique : Липовица) est un village de Serbie situé dans la municipalité de Lebane, district de Jablanica. Au recensement de 2011, il comptait 91 habitants.

## Démographie
| 1948 | 1953 | 1961 | 1971 | 1981 | 1991 | 2002 | 2011 |
| ---- | ---- | ---- | ---- | ---- | ---- | ---- | ---- |
| 862  | 908  | 903  | 599  | 387  | 249  | 147  | 91   |

|  |